# Ṽ
Cette page contient des caractères spéciaux ou non latins. S’ils s’affichent mal (▯, ?, etc.), consultez la page d’aide Unicode.
Ṽ (minuscule : ṽ), ou V tilde, est un graphème additionnel de l’alphabet latin utilisé dans l’écriture du maskelynes en Océanie et dans plusieurs notations phonétiques. Il s’agit de la lettre V diacritée d'un tilde.

## Utilisation
Dans l’alphabet phonétique international /ṽ/ représente une consonne fricative labio-dentale voisée nasalisée, et dans les notations phonologiques /Ṽ/ peut représenter n’importe quel voyelle nasalisée (/V/ indiquant une voyelle, par opposition à /C/ indiquant un consonne).
Sa minuscule /ṽ/ est utilisé dans certaines notations phonétiques spécifiques au vieil irlandais pour indiquer la lénition de la consonne /m/ avec la nasalisation de la voyelle qui la suit, aussi parfois noté /µ/. 

## Représentations informatiques
La lettre V tilde peut être représentée avec le caractère Unicode suivant :
- précomposé (supplément latin-1) :

| formes    | représentations | chaînes de caractères | points de code | descriptions                    |
| --------- | --------------- | --------------------- | -------------- | ------------------------------- |
| capitale  | Ṽ               | Ṽ                     | U+1E7C         | lettre majuscule latine v tilde |
| minuscule | ṽ               | ṽ                     | U+1E7D         | lettre minuscule latine v tilde |

- décomposé (latin de base, diacritiques) :

| formes    | représentations | chaînes de caractères | points de code | descriptions                                |
| --------- | --------------- | --------------------- | -------------- | ------------------------------------------- |
| capitale  | Ṽ               | V◌̃                    | U+0056 U+0303  | lettre majuscule latine v diacritique tilde |
| minuscule | ṽ               | v◌̃                    | U+0076 U+0303  | lettre minuscule latine v diacritique tilde |